# Schönkirchen (Herrschaft)
Die Herrschaft Schönkirchen war eine Grundherrschaft im Viertel unter dem Manhartsberg im Erzherzogtum Österreich unter der Enns, dem heutigen Niederösterreich.

## Ausdehnung
Die Herrschaft mit den Dominikalhöfen Siehdichfür und Zuckermantel, dem Gut Neuhof und der Gülte Straßfeld, umfasste zuletzt die Ortsobrigkeit über Schönkirchen, Untergänserndorf, Reyersdorf und Dörfles. Der Sitz der Verwaltung befand sich im Schloss Schönkirchen. 

## Geschichte
Letzter Inhaber der Allodialherrschaft war Erzherzog Rainer, bis diese in den Reformen 1848/1849 aufgelöst wurde.